# Billete de veinte quetzales
El billete de veinte quetzales (Q.20) es un billete de quetzal. Es el cuarto billete de mayor denominación de los que actualmente se encuentran en circulación en Guatemala, después de los de 200, 100 y 50 quetzales. Tiene el retrato del prócer de la independencia, Mariano Gálvez, en el anverso, y en el reverso la imagen de la firma del Acta de Independencia de Centroamérica.

## Historia

### Primer diseño

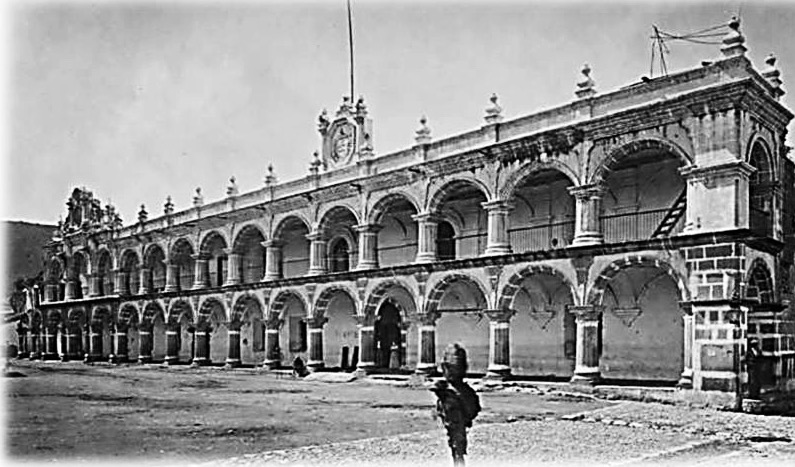
Palacio de los Capitanes Generales en el año 1875.

El billete de veinte quetzales fue el primero de alta denominación creado en 1927 por el Banco Central de Guatemala y circuló entre 1927 y 1946. Fue de color azul y este presentaba en el anverso un grabado de las operaciones de carga en los puertos marítimos de la época, en cada lado se veía su valor en números romanos y arábigos y en el reverso tenía un grabado del Palacio de los Capitanes Generales en la Antigua Guatemala.

### Segundo diseño
El 15 de septiembre de 1948, el Banco de Guatemala comenzó a emitir sus propios billetes, este tenía el mismo color azul y se cambió el diseño tanto en el anverso como en el reverso. Por primera vez mostraba un quetzal volando en el anverso y la imagen, producto del maestro Alfredo Gálvez Suárez, del busto de Rafael Landívar, un poeta y religioso guatemalteco en el lado derecho; en el reverso se presentó una pintura de la firma del acta de independencia de Centroamérica basado en un óleo del artista Rafael Beltranena. Fueron fabricados por el American Bank Note Company y estuvieron en circulación hasta 1954.

### Tercer diseño

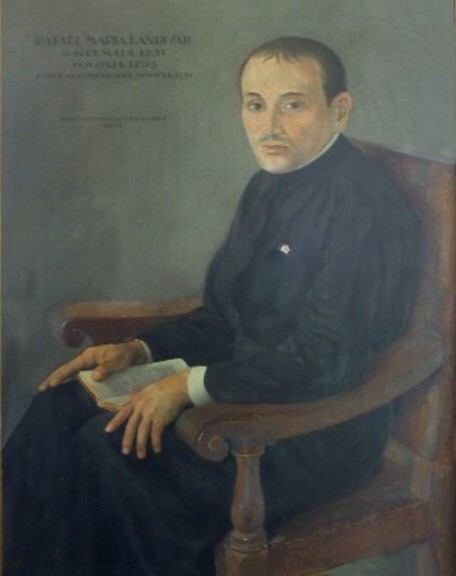
Pintura del poeta Rafael Landívar.

Estos fueron emitidos el 5 de enero de 1955 y tenían algunos cambios: el busto de Rafael Landívar estaba ahora en el centro y en una forma más elaborada que tenía dos elementos secundarios con diferentes líneas de colores celeste, amarillo, naranja y marrón. En el reverso no se realizaron mayores cambios. Fueron fabricados por la compañía inglesa Waterlow & Sons de Londres.

### Cuarto diseño
En el año 1960 se emitieron otros billetes, de la misma compañía, con la diferencia de que el busto de Rafael Landívar estaba en la parte derecha y el grabado con la denominación del billete cambió. En el reverso, la denominación del billete quedó en la parte izquierda y en la derecha se veía un óvalo blanco. Se emitieron hasta 1963
Durante el año 1963 se emitieron otros billetes con el tercer diseño hasta 1965. En ese año se emitieron otros billetes con el cuarto diseño hasta 1971.

### Quinto diseño
El 5 de enero de 1972 circularon por primera vez billetes que tenían otro diseño, estos presentaban en el anverso el busto del doctor Mariano Gálvez, prócer de la Independencia de Guatemala y jefe del Estado de Guatemala en la Federación Centroamericana y el reverso se siguió colocando la firma del Acta de Independencia. El color siguió siendo azul y se presentaron detalles de la cultura maya con algunas tonalidades, y la imagen del quetzal volando y en el reverso también presentaba algunas tonalidades. Se emitieron hasta 1983.

### Sexto diseño

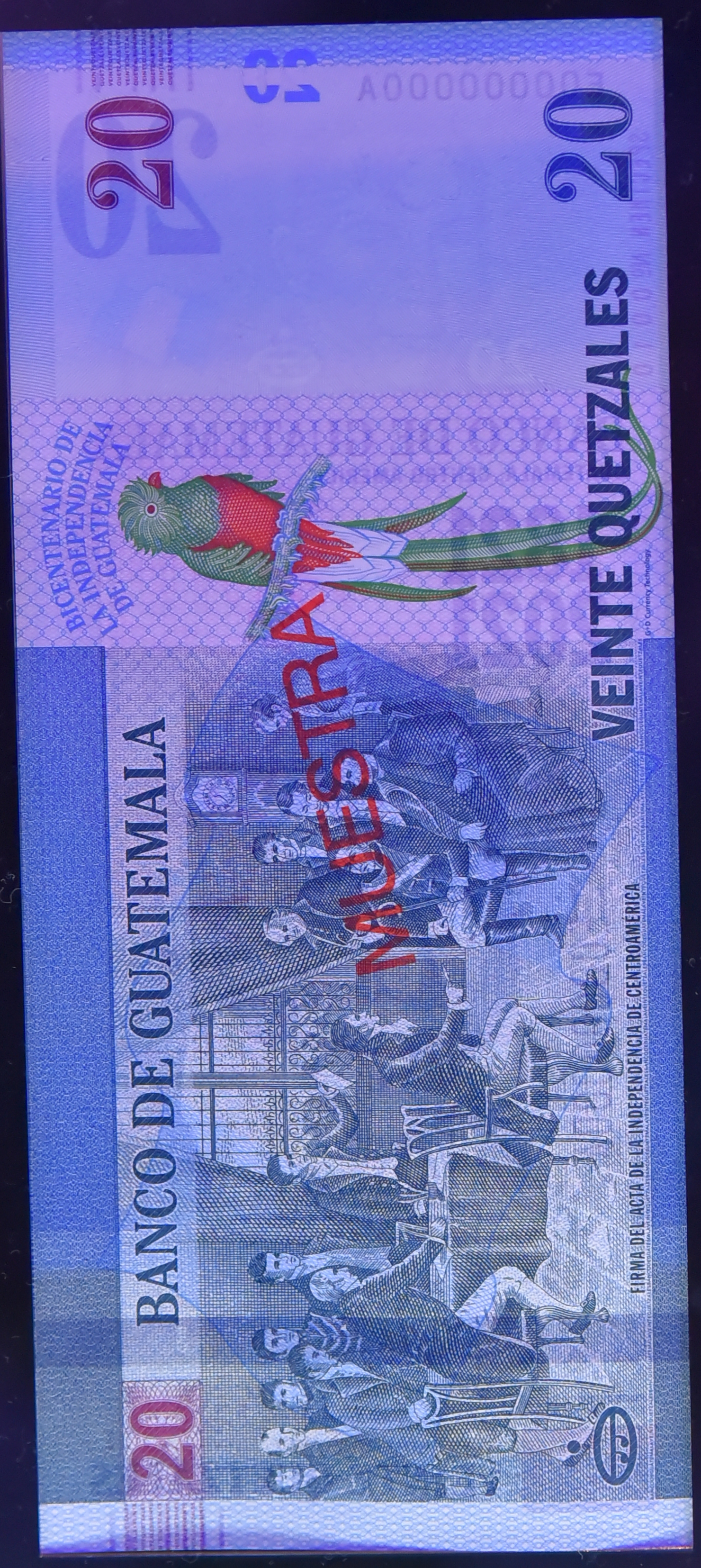
Reverso del billete conmemorativo de 2021.

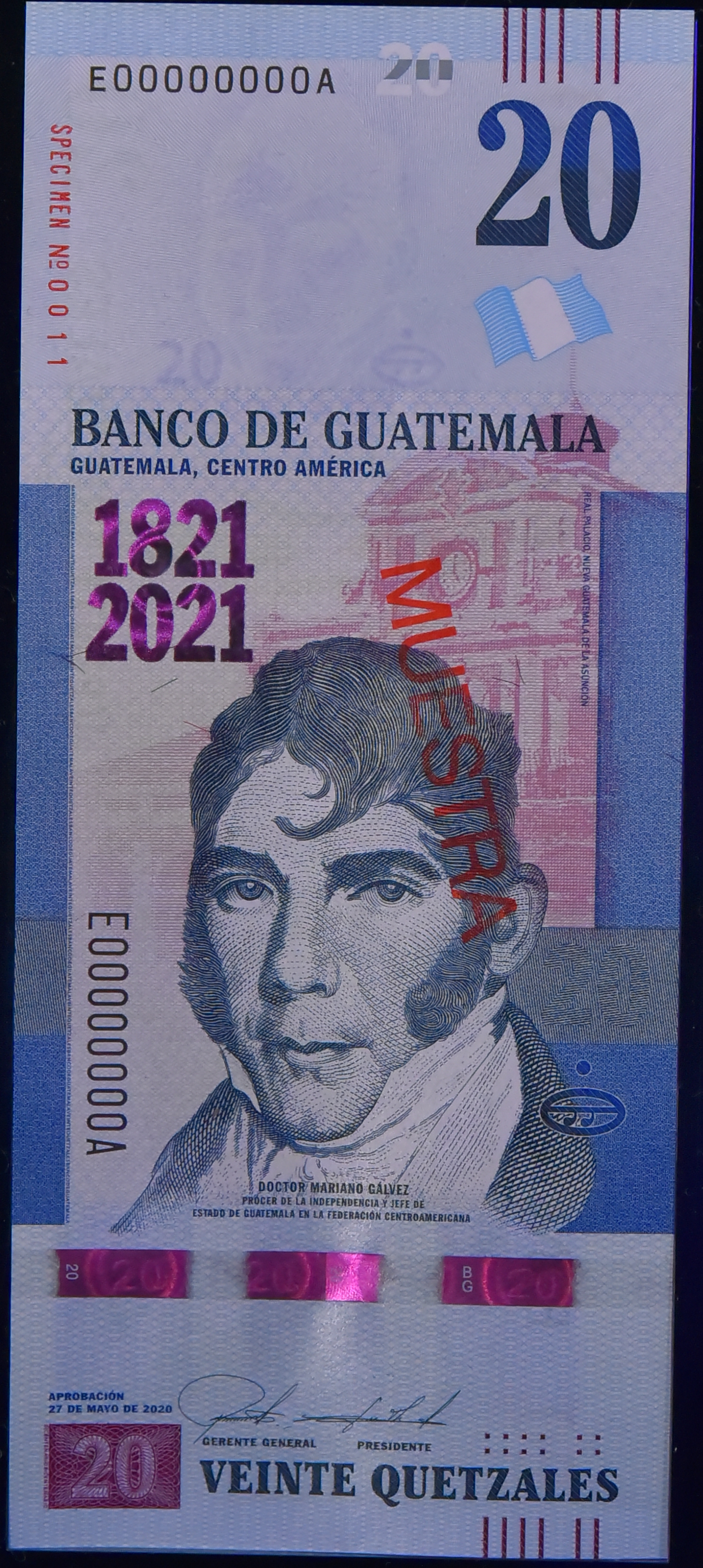
Anverso del billete conmemorativo de 2021.

Estos billetes fueron emitidos el 6 de enero de 1983 y el cambio más significativo fue que se presentó una pirámide de Tikal como respaldo del busco del doctor Gálvez, el color azul presentó muchas tonalidades variadas y a nivel general el billete presentaba más cambios en el fondo del billete. Estuvieron en circulación hasta 1989 junto con los del diseño anterior.

### Séptimo diseño
Estos fueron emitidos en 1989 fabricados por la compañía Thomas de la Rue, con el mismo diseño pero los elementos secundarios y fondos cambiaron tanto en el anverso como en el reverso y los colores bajaron de tonalidad. Se incluyó también marca de agua con el busto de Tecun Umán y numeración maya. A partir de ese año se han ido realizando cambios prácticamente solo en las tonalidades de color, pero el diseño en sí no ha cambiado hasta la actualidad.

## Billete conmemorativo
En el año 2021 el Banco de Guatemala puso en circulación billetes conmemorativos del bicentenario de la Independencia de Centroamérica que cambiaron principalmente en la orientación del billete a vertical, además el busto del doctor Mariano Gálvez, prócer y firmante del acta de independencia, tenía a un lado la imagen del Real Palacio de la Nueva Guatemala de la Asunción, lugar donde se firmó el acta.